# Rafia bülbül
A rafia bülbül (Thescelocichla leucopleura) a verébalakúak (Passeriformes) rendjébe, ezen belül a bülbülfélék (Pycnonotidae) családjába és a Thescelocichla nembe tartozó egyedüli faj. 23 centiméter hosszú. Angola, Benin, Bissau-Guinea, Egyenlítői-Guinea, Elefántcsontpart, Gabon, Gambia, Ghána, Guinea, Kamerun, a Kongói Demokratikus Köztársaság, a Kongói Köztársaság, a Közép-afrikai Köztársaság, Libéria, Nigéria, Sierra Leone, Szenegál, Togo és Uganda szubtrópusi és trópusi erdős, mocsaras területein valamint szavannáin él. Gyümölcsökkel táplálkozik.

## Fordítás
- Ez a szócikk részben vagy egészben  a   Swamp palm bulbul című angol Wikipédia-szócikk fordításán alapul.  Az eredeti cikk szerkesztőit annak laptörténete sorolja fel. Ez a jelzés csupán a megfogalmazás eredetét és a szerzői jogokat jelzi, nem szolgál a cikkben szereplő információk forrásmegjelöléseként.